# 이스턴 오스트레일리아 항공
이스턴 오스트레일리아 항공(영어: Eastern Australia Airlines)은 오스트레일리아의 지역 항공사로 총 20개 노선을 취항하고 있었다. 본사는 오스트레일리아 시드니에 위치해 있으며 1949년에 설립했다. 또한 사용하고 있는 허브 공항으로 시드니 공항이 있었다.

## 역사
1949년 탐워스 에어 택시 서비스(영어: Tamworth Air Taxi Service)로 설립해 한 대의 항공기와 한 명의 파일럿 만으로 뉴사우스웨일스주에서 퀸즐랜드주의 농업 지대에서 취항했다. 이후 탐에어(영어: Tamair)로 사명 변경 후 후 여러 지역 항공사와 합병을 거치면서 1987년 현재의 사명으로 변경했다. 1988년 이스트 웨스트 항공에서 주식의 25%를 인수해 1991년 자회사가 되었고 그 후 콴타스 항공에 인수됨에 따라 1992년에 자회사가 되었다. 2002년에 1개의 지역 항공사와 합병되면서 현재에 이르렀다.
2025년 8월 봄바디어 대쉬 Q 300의 전량퇴역으로 인해 더이상 콴타스링크 소속으로 운항하지 않는다.

## 운항 노선
- 2025년 8월 운항중단 전 이스턴 오스트레일리아 항공은 다음과 같은 노선에 운항하고 있었다.

## 이전 보유 기종
- 2025년 8월 퇴역 직전 이스턴 오스트레일리아 항공은 다음과 같은 기종을 보유하고 있었다.[1]